# Рокин, Лавр Иванович
Лавр Ива́нович Ро́кин (1924—1944) — лейтенант Рабоче-крестьянской Красной Армии, участник Великой Отечественной войны, Герой Советского Союза (1945).

## Биография
Лавр Рокин родился 17 декабря 1924 года в городе Яранске (ныне — Кировская область). После окончания средней школы и курсов учителей физической культуры работал по специальности в ремесленном училище в Уржуме. В 1942 году Рокин был призван на службу в Рабоче-крестьянскую Красную Армию. В 1943 году он окончил Горьковское танковое училище. С августа того же года — на фронтах Великой Отечественной войны.
К ноябрю 1944 года лейтенант Лавр Рокин командовал самоходной артиллерийской установкой «СУ-76» 1450-го самоходного артиллерийского полка (10-го танкового корпуса, 2-го Прибалтийского фронта). Участвовал в сражениях на территории Латвийской ССР. 24 ноября 1944 года в бою у Елгавы экипаж Рокина уничтожил 6 противотанковых орудий, 5 дзотов и блиндажей, 4 пулемёта. Обнаружив вражескую засаду, Рокин со своим экипажем подбил 6 танков и самоходных артиллерийских установок. В том бою самоходка Рокина была подбита, однако экипаж продолжал сражаться, пока не погиб в полном составе. Рокин похоронен в братской могиле в посёлке Курсиши в Латвии.

## Награды
Указом Президиума Верховного Совета СССР от 24 марта 1945 года за «образцовое выполнение боевых заданий командования на фронте борьбы с немецкими захватчиками и проявленные при этом мужество и героизм» лейтенант Лавр Рокин посмертно был удостоен высокого звания Героя Советского Союза. Также посмертно награждён орденом Ленина.

## Память

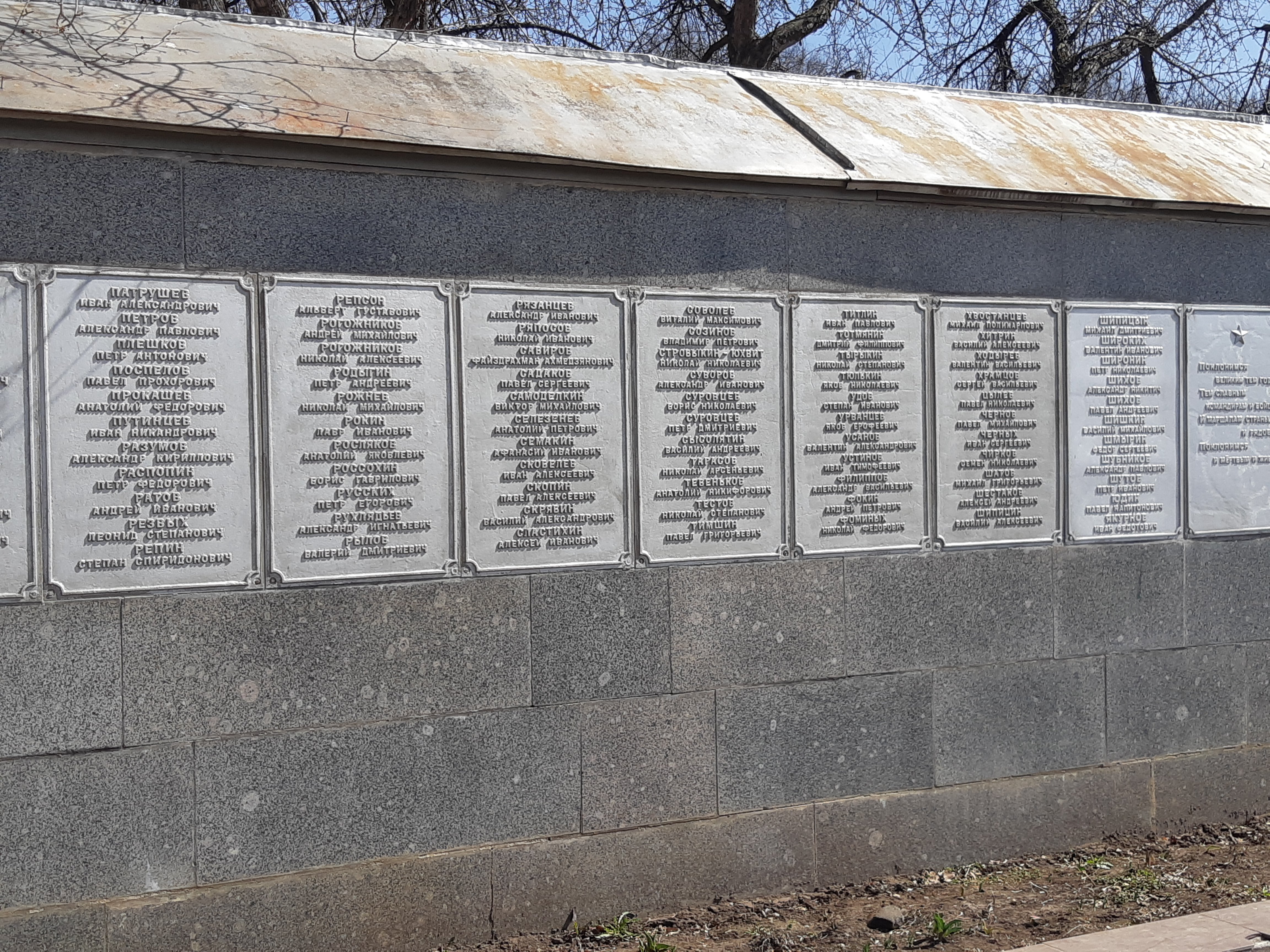
Имя Героя на мемориальной доске в парке г. Кирова

- Имя Героя Советского Союза Рокина Л, И. увековечено на мемориальной доске в честь кировчан — Героев Советского Союза в парке дворца пионеров города Кирова.
- Имя Героя высечено золотыми буквами в зале Славы Центрального музея Великой Отечественной войны в Парке Победы г. Москвы.

В честь Рокина названа улица в Уржуме.